# 張成禹
張 成禹（チャン・ソンウ　장성우、1933年4月7日 - 2009年8月）は、北朝鮮の軍人。最終階級は次帥。金正日の同母妹である金敬姫の夫・張成沢の兄。1983年にビルマのラングーンで発生したラングーン事件の総指揮を取ったとされている。

## 生涯
- 江原道出身。
- 1973年朝鮮労働党に奉職し、中央組織指導部科長に任命される。
- 1977年朝鮮人民軍少将に昇進する。
- 1980年10月労働党六大当選中央委員に就任する。
- 1984年5月、中将に昇進する。
- 1988年朝鮮人民軍総参謀部偵察局の局長に就任する。
- 1989年1月社会安全部第一副部長に任ぜられ、更に1990年5月、上将に昇進する。
- 1991年12月より1995年11月まで社会安全部の政治局長を務める。
- 1992年4月、大将に昇進する。
- 1995年10月より1996年7月まで護衛総局長を務め、1996年7月朝鮮人民軍第3軍団の軍団長に任命される。2002年4月、次帥に昇進する。
- 2009年8月に死亡したとされている。

## 家系
張一家は、江原道の人。金日成、金正日2代の覚えめでたく朝鮮労働党の重職を禄す。
- 弟：張成吉（チャン・ソンギル、장성길）（1939年 - 2006年）人民武力省革命事績館長
- 弟：張成沢（チャン・ソンテク、장성택）（1946年2月6日 - 2013年12月12日）朝鮮民主主義人民共和国国防委員会副委員長
- 子：張勇哲（チャン・ヨンチョル）　（ - 2013年）駐マレーシア大使